# Natalia Gavrilița
Natalia Gavrilița, född 21 september 1977, är en moldavisk nationalekonom och politiker tillhörande Partiet handling och solidaritet (PAS) som mellan augusti 2021 och februari 2023 var Moldaviens premiärminister. Gavrilița är vice ordförande för PAS. Mellan 8 juni och 14 november 2019 var hon finansminister i regeringen Sandu. 